# Amgen
Das Biotechnologieunternehmen Amgen wurde 1980 als AMGen (Applied Molecular Genetics) gegründet. Amgen ist mit ca. 20.000 Mitarbeitern eines der weltweit größten Biotechnologieunternehmen mit einem Jahresumsatz 2024 von 33,4 Milliarden US-Dollar. Seit 1983 ist Amgen unter dem Symbol AMGN an der US-amerikanischen Technologiebörse Nasdaq gelistet. Neben dem Hauptsitz in Thousand Oaks (Kalifornien) und diversen Niederlassungen in den USA (unter anderem in Seattle (Washington), San Francisco (Kalifornien) und Cambridge (Massachusetts)) hat das Unternehmen Niederlassungen in Kanada, Europa (unter anderem Österreich, Frankreich, Deutschland, Belgien, Italien und England) sowie in Australien, Neuseeland und Japan. Die Europazentrale befindet sich im schweizerischen Rotkreuz. Für die osteuropäischen Länder ist die Zentrale in Wien verantwortlich.
Hauptwachstumspräparate sind: Blincyto (Blinatumomab), Evenity (Romosozumab), Repatha (Evolocumab), Tavneos (Avacopan) und Tezspire (Tezepelumab).

## Biotechnologie
Der Erfolg des Unternehmens gründet sich auf der Anwendung der rekombinanten DNA-Technologie oder auch Biotechnologie genannt. Diese ermöglicht es, humane Proteine, z. B. Hormone oder Monoklonale Antikörper mithilfe von Mikroorganismen zu produzieren. Dieser Technologie bedienen sich auch andere große Biotechnologieunternehmen, wie zum Beispiel Abbvie, Biogen, Genentech, Genzyme, MSD, Roche und Sanofi.

## Medikamente
Das Unternehmen führte zwei der ersten in Mikroorganismen produzierten humanen Therapeutika, so genannte Biologicals zur Marktreife: 1989 wurde Epogen (Epoetin alfa) und 1991 Neupogen (Filgrastim) von der amerikanischen Zulassungsbehörde (englisch Food and Drug Administration, FDA) zugelassen. Diese beiden Medikamente entwickelten sich zu den ersten Blockbustern der Biotechnologieindustrie.
Epogen beinhaltet als Wirkstoff das Hormon Erythropoetin alpha, welches normalerweise in interstitiellen Zellen der Tubuli bei Abfall des Sauerstoffpartialdrucks in der Nierenrinde gebildet wird und die Produktion neuer Erythrozyten im Knochenmark fördert. Epogen wird deshalb zur Behandlung von Blutarmut (Anämie) in Zusammenhang mit chronischen Fehlfunktionen der Nieren bei Dialysepatienten verschrieben. Weiterhin wird es – missbräuchlich – als Dopingmittel im Sport eingesetzt.
Neupogen (G-CSF oder auch Filgrastim) und das im Jahr 2002 zugelassene Neulasta (Pegfilgrastim, also pegyliertes Filgrastim) werden unter anderem angewendet, um Infektionen im Verlauf einer Chemotherapie-induzierten Neutropenie entgegenzuwirken.
Bei dem 1998 zugelassenen Enbrel (Etanercept) handelt es sich um einen TNF (Tumor Necrosis Factor)-Antagonisten, der zur Behandlung von entzündlichen Prozessen eingesetzt wird, die z. B. im Zusammenhang mit rheumatoider Arthritis oder der Schuppenflechte (Psoriasis) auftreten. In Deutschland wird Enbrel von ehemals Wyeth vertrieben, einem Unternehmen, das 2009 von Pfizer gekauft wurde.
Im Jahr 2001 wurde Aranesp (Darbepoetin alpha) zur Behandlung der Blutarmut bei chronischem Nierenversagen und nach Chemotherapie zugelassen. Im gleichen Jahr kam mit Kineret (Anakinra), das erste Medikament aus Reihe der antirheumatischen Medikamente von Amgen auf den Markt. (Enbrel kam durch den Zukauf der Immunex Corporation ins Amgen Portfolio.)
Ein weiteres von Amgen entwickeltes Medikament ist der humane Keratinozyten-Wachstumsfaktor (KGF) Kepivance (Palifermin), der zur Behandlung von Patienten mit oraler Mukositis, also einer Entzündung der Mundschleimhaut, die als Nebenwirkung von Chemotherapien auftreten können, zur Anwendung kommt.
2004 wurde Sensipar (Cinacalcet) von der FDA zugelassen. In der EU unter dem Namen Mimpara ebenfalls seit 2004 zugelassen, verringert das Medikament die Freisetzung von Parathormon aus den Nebenschilddrüsen und wird zur Behandlung des sekundären Hyperparathyreoidismus bei Patienten mit chronischen Nierenkrankheiten und erhöhten Kalziumwerten im Blut (Hyperkalzämie) bei Patienten mit Tumoren der Nebenschilddrüse (Parathyroidea) eingesetzt.
2009 wurden Nplate (Romiplostim) zur Behandlung der idiopathischen thrombozytopenischen Purpura (ITP), auch Morbus Werlhof genannt, und Vectibix (Panitumumab) zur Behandlung von Darmkrebs zugelassen.
Prolia (Denosumab) wurde im Mai 2010 in der EU zur Behandlung der Osteoporose zugelassen. Kurz darauf hat die US-amerikanische Zulassungsbehörde Food and Drug Administration (FDA) Denosumab für die USA in dieser Indikation zugelassen.
Die FDA hatte im November 2010 Denosumab (Handelsname: XGEVA) für die USA zur Prävention skelettbezogener Komplikationen bei Patienten mit Knochenmetastasen durch solide Tumoren zugelassen, im Juli 2011 folgte die Zulassung durch die Europäische Kommission für den EU-Markt. Im Juni 2013 erhielt Amgen von der FDA für XGEVA die Zulassung für die USA zur Behandlung von Riesenzelltumoren des Knochens. Denosumab ist das erste FDA zugelassene Medikament für diese seltene Erkrankung.
Repatha (Evolocumab) wurde in der EU im Juli 2015 zur Behandlung der familiären Hypercholesterinämie (erhöhter Cholesterinspiegel) zugelassen. Der monoklonale Antikörper (ein PCSK9-Antikörper) greift in den Cholesterinstoffwechsel ein und übt Einfluss auf das LDL-Cholesterin aus. Repatha ist ebenfalls zugelassen, wenn Statine nicht vertragen werden oder diese nicht ausreichen. Er kann auch mit Statinen oder anderen Lipidsenkern kombiniert werden.
Kyprolis (Carfilzomib) wurde in der EU im November 2015 zur Behandlung des Multiplen Myeloms in Kombination mit Lenalidomid und Dexamethason zugelassen. Die Zulassung in den USA war bereits im Juli 2015 erfolgt.
Blincyto (Blinatumomab) wurde im November 2015 in der EU zur Behandlung spezieller Formen der akuten lymphatischen Leukämie (ALL) zugelassen. Die Zulassung in den USA war bereits im Dezember 2014 erfolgt.  Von der US-amerikanischen Zulassungsbehörde FDA erhielt Blinatumomab die Breakthrough Therapy Designation (englisch für „Durchbruch in der Therapie“) und wurde sowohl in den USA als auch in der EU als Orphan Drug (Arzneimittel für seltene Leiden) ausgewiesen.
Imlygic (Talimogen laherparepvec / T-VEC / früher OncoVEX GM-CSF) wurde im Dezember 2015 von der Europäischen Kommission für die Länder der EU zur Behandlung des Malignen Melanoms (Hautkrebs) zugelassen. Es handelt sich dabei um das erste zugelassene onkolytisch wirkende Immuntherapeutikum. Die Zulassung in den USA war bereits im Oktober 2015 erfolgt.
Parsabiv (Etelcalcetid) wurde im November 2016 von der Europäischen Kommission für die Länder der EU zur Senkung der Parathormon-Spiegel bei Erwachsenen mit hohen Spiegeln dieses Hormons aufgrund einer langfristigen Nierenerkrankung (sekundärer Hyperparathyreoidismus) zugelassen.
Amgevita (Biosimilar Adalimumab) wurde im März 2017 von der Europäischen Kommission für die Länder der EU zur Behandlung von verschiedenen entzündlichen Erkrankungen (Rheumatoide Arthritis, Psoriasis-Arthritis, Spondylitis ankylosans, Chronisch-entzündliche Darmerkrankungen (Morbus Crohn) und Colitis ulcerosa) zugelassen.
Aimovig (Erenumab-aooe), ist ein von Amgen und Novartis gemeinsam entwickelter humaner monoklonaler Antikörper, der im Mai 2018 in den USA zur Prävention von Migräne zugelassen wurde. Die europäische Zulassung erfolgte im August 2018. In Europa wird Aimovig von Novartis vertrieben.
Evenity (Romosozumab) ist ein monoklonaler Antikörper, der im April 2019 in den USA zur Prävention von Osteoporose zugelassen wurde. Das CHMP der EMA sprach sich im Oktober 2019 für eine Zulassung in der EU aus. Im Dezember 2019 erteilte die EMA dem Wirkstoff die Zulassung für die Anwendung bei Frauen nach der Menopause zur Behandlung der manifesten Osteoporose, wenn ein deutlich erhöhtes Risiko für Knochenbrüche besteht.  (s. a. Kooperationen)
Otezla (Apremilast) wurde in den Jahren 2019 / 2020 von Celgene übernommen. Der orale niedermolekulare Phosphodiesterase 4 (PDE4)-Inhibitor wird zur Behandlung von Psoriasis eingesetzt. Celgene selbst wurde in den Jahren 2019–2021 an BMS verkauft.
Lumykras (Sotorasib) ist ein Arzneistoff der KRAS-Inhibitoren, der gegen Tumoren mit Mutationen im KRas-Gen eingesetzt wird. In den USA ist er seit Mai 2021 zugelassen zur Behandlung des nicht-kleinzelligen Lungenkrebses (NSCLC). In der EU wurde Sotorasib im Januar 2022 zugelassen.

## Forschung und Entwicklung
Als weltweit größtes Biotechnologieunternehmen hat das Unternehmen zahlreiche monoklonale Antikörper in der klinischen Entwicklung (Phase I-III). In Phase III befindliche Arzneistoffe sind z. B. Rilotumumab (Magenkrebs), Tezepelumab (Asthma) und Trebananib (Eierstockkrebs).
Amgen widmet sich auch dem Bereich der Biosimilars. Eines der ersten Biosimilars, das Amgen in der Pipeline hat, ist ABP 501, ein Biosimilar zu Adalimumab (Humira). In den USA ist es unter dem Handelsnamen Amjevita zugelassen. Für die EU erfolgte die Zulassungsempfehlung des CHMP für Amgevita im Januar 2017, und die Zulassung selbst im März 2017. Weitere Biosimilars, z. B. zu Bevacizumab (Avastin), Cetuximab (Erbitux), Infliximab (Remicade), Trastuzumab (Herceptin) und Rituximab (MabThera resp. Rituxan) sind in der Pipeline.

## Akquisitionen und Kooperationen
- In 2007 gaben Amgen und Cytokinetics bekannt, dass sie gemeinsam in der Indikation „Herzinsuffizienz“ forschen werden. Amgen hält die weltweiten Vermarktungsrechte eines experimentellen Wirkstoffes von Cytokinetics Omecamtiv Mecarbil (CK-1827452).[47][48]
- Gemeinsam mit UCB startete Amgen 2011 eine Kooperation mit der NASA, um den Sclerostin-Antikörper Romosozumab im Weltall in Bezug auf den Knochenschwund zu untersuchen.[49][50] Die Kooperation mit UCB besteht bereits seit 2004. Romosozumab wurde im Januar 2019 in Japan – als erstes Land in der Welt – in der Indikation "postmenopausale Osteoporose" zugelassen. Zur Vermarktung von Evenity besteht ein "Joint venture" zwischen Amgen und Astellas Pharma: Amgen Astellas BioPharma K.K. (AABK).[51][52] Im Januar 2019 erfolgte ein positives Votum für eine Zulassung in den USA durch die FDA.[53] Die FDA Zulassung erfolgte im April 2019.[33]
- Amgen übernahm 2012 das Biotechnologieunternehmen Micromet, welches auf die Entdeckung, Entwicklung und die Kommerzialisierung innovativer Krebstherapien auf der Basis von Antikörpern (BiTE-Antikörpern) spezialisiert ist. Das führende Produkt von (ehemals) Micromet, Blinatumomab, ist zwischenzeitlich sowohl in den USA als auch in der EU zugelassen.[16][17]
- Amgen und AstraZeneca Plc entwickeln und vermarkten seit 2012 gemeinsam fünf monoklonale Antikörper aus Amgens Inflammationsportfolio (AMG 139, AMG 157, AMG 181, AMG 557 und Brodalumab (AMG 827)).[54] Im Mai 2015 gab Amgen bekannt, dass es die Zusammenarbeit mit AstraZeneca in Bezug auf Brodalumab beendet hat.[55]
- Das Unternehmen kündigte im April 2012 an Mustafa Nevzat Pharmaceuticals zu erwerben[56] und kaufte Ende 2012 deCODE Genetics, ein führendes Unternehmen in der Genetik-Forschung.[57]
- Ende August 2013 wurde bekannt gegeben, dass das Unternehmen Onyx Pharmaceuticals für 10,4 Milliarden US-Dollar übernommen wird. Onyx besitzt die Vermarktungsrechte für Kyprolis (Carfilzomib / Multiples Myelom).[58][59]
- Im Februar 2014 gaben Amgen und Merck & Co., Inc. (in Deutschland: MSD) bekannt, dass sie gemeinsam in der Indikation „Melanom“ forschen werden. Amgen hat mit Talimogen laherparepvec (Imlygic)[23][20][60] und MSD mit Pembrolizumab (Keytruda) jeweils ein innovatives Medikament zur Melanom-Behandlung im therapeutischen Angebot.
- Im September 2016 haben Amgen und Servier eine Kooperations-Erweiterung im Bereich Kardio-Vaskulärer-Erkrankungen bekannt gegeben.[61]
- Amgen und Novartis gaben im April 2017 bekannt, dass sie gemeinsam die Produkteinführung ("Launch") des ersten ("first-in-class") Monoklonalen Antikörpers Erenumab zur Behandlung von Migräne in den USA und Kanada anstreben.[62][63][64]
- Bereits 2011 formierten Amgen und Allergan eine Kooperation zur gemeinsamen Entwicklung von Biosimilars. Erster gemeinsamer Wirkstoff: Biosimilar zu Bevacizumab (Avastin).[65]
- Im Oktober 2017 gaben Amgen und CytomX Therapeutics eine strategische Kooperation in der Immun-Onkologie bekannt.[66]
- Im März 2021 erwarb Amgen das US-amerikanische, an der NASDAQ gehandelte Pharmaunternehmen Five Prime Therapeutics für 1,9 Milliarden Dollar in bar. Die Akquisition umfasst den (noch) experimentellen monoklonalen Antikörper Bemarituzumab, ein in Phase-3 befindliches "first-in-class"-Medikament zur Behandlung von Magenkrebs, der dritthäufigsten Todesursache bei Krebserkrankungen weltweit.[67]
- Im März 2021 gaben Amgen und Rodeo Therapeutics bekannt, das Amgen Rodeo übernimmt. Rodeo ist ein privates biopharmazeutisches Unternehmen mit Sitz in Seattle, das "small molecules" zur Förderung der Regeneration und Reparatur von verschiedenen Geweben entwickelt. Das 15-PGDH-Programm von Rodeo sieht ebenfalls "first-in-class"-Therapeutika vor.[68]
- Im Dezember 2022 wurde bekannt gegeben, dass Amgen den irisch-amerikanischen Arzneimittelhersteller Horizon Therapeutics für 28,3 Milliarden Dollar übernehmen will: eine der größten Übernahmen in der Pharmabranche.[69][70] Die Federal Trade Commission (FTC) versuchte zunächst, den Zusammenschluss aus Wettbewerbsgründen zu verbieten. Im September 2023 gaben Amgen und Horizon jedoch bekannt, dass die Klage der FTC beigelegt wurde. Die Übernahme erfolgte im Oktober 2023.[71] Das 23%ige Wachstum von 2024 gegenüber 2023 ist primär auf diese Akquisition zurückzuführen (ohne Horizon beträgt das Wachstum 7 Prozent gegenüber Vorjahr).[3]

## Amgen Research (Munich) GmbH
Amgen Research (Munich) GmbH, ehemals Micromet GmbH, wurde im März 2012 gegründet. Über 200 Mitarbeiter arbeiten hier in der Forschung & Entwicklung, vor allem im Bereich Onkologie. Amgen Research (Munich) GmbH ist spezialisiert auf die Entwicklung von „bispezifischen T-Zell Engagern“ (BiTEs) für die Behandlung von Krebs. BiTE-Antikörper stimulieren die Immunzellen des Patienten zur Krebsbekämpfung.

## Galenus von Pergamon-Preis (Prix Galien) und Kritik
2011 erhielt das Unternehmen für zwei Medikamente den Galenus-von-Pergamon-Preis (Prix Galien): Der monoklonale Antikörper Denosumab (Prolia) ist Preisträger in der Kategorie „Primary Care“; Preisträger in der Kategorie „Specialist Care“ ist das Protein Romiplostim (Nplate).
Das Medikament Prolia erwies sich als wirksam gegen Knochenschwund. Allerdings steigt mit Absetzen der Medikation das Risiko von multiplen Wirbelbrüchen aufgrund eines Reboundeffekts. Die Arzneimittelkommission der deutschen Ärzteschaft empfahl daher 2018 regelmäßige Knochendichtemessungen nach Behandlungsende.